# Bryum alticaule
Bryum alticaule är en bladmossart som beskrevs av C. Müller 1883. Bryum alticaule ingår i släktet bryummossor, och familjen Bryaceae. Inga underarter finns listade i Catalogue of Life.